# Simon Channing-Williams
Simon Channing-Williams (Maidenhead, 1945 - 14 april 2009) was een Brits filmproducent.
Channing-Williams stichtte Thin Man Productions met Mike Leigh. Hun maatschappij produceerde Vera Drake, dat genomineerd werd voor een Oscar, Secrets and Lies, dat bekroond werd met een Gouden Palm, en verder alle films van Mike Leigh sinds 1988. Hij was ook de producent van Goodbye Charlie Bright en van het met een dubbele Oscar gelauwerde Topsy Turvy. Samen met Gail Egan was hij in 2000 de oprichter van Potboiler Productions, dat The Constant Gardener produceerde.
Channing-Williams stierf in april 2009 aan kanker.